# Кленау, Пауль фон
Пауль Август фон Кленау (нем. Paul August von Klenau; 11 февраля 1883, Копенгаген — 31 августа 1946, Копенгаген) — датский композитор и дирижёр немецкого происхождения.

## Биография
В 1900—1902 гг. учился в Копенгагенской консерватории композиции и игре на скрипке (в том числе у Отто Маллинга), затем в 1902—1904 гг. в Берлине был учеником Макса Бруха (композиция) и Карла Халира (скрипка). В 1904—1907 гг. в Мюнхене, занимался под руководством Людвига Тюйе. После смерти Тюйе перебрался во Фрайбург в качестве капельмейстера городского театра, продолжая брать уроки у Макса фон Шиллингса.
С 1912 г. совмещал работу во Фрайбурге с руководством хором Баховского общества во Франкфурте. В 1920—1926 гг. руководил в Копенгагене концертами Датского филармонического общества; много занимался пропагандой новой музыки — в частности, произведений Клода Дебюсси, Мориса Равеля, Александра Скрябина, Фредерика Делиуса и особенно Арнольда Шёнберга, который по приглашению фон Кленау приезжал в Копенгаген дирижировать своими сочинениями. Одновременно в 1922—1931 гг. фон Кленау возглавлял Венскую певческую академию. В 1940 г., поселившись в Копенгагене, он окончательно отказался от дирижёрской деятельности, полностью сосредоточившись на композиции.

## Творчество
Симфония № 1 фа минор Пауля фон Кленау в 1908 г. была успешно исполнена в Мюнхене, за ней последовали ещё восемь (с пятой по девятую — поздние, после 1939 года). Первая опера Кленау, «Суламифь», датирована 1913 годом, больший резонанс имела следующая, «Кьяртан и Гудрун» (на сюжет из древнескандинавской мифологии), премьерой которой с успехом дирижировал в 1918 г. в Мангейме Вильгельм Фуртвенглер. Далее последовали «Школа злословия» (нем. Die Lästerschule; 1926, по одноимённой пьесе Ричарда Шеридана) и три оперы в четвертитоновой технике, усвоенной фон Кленау под влиянием Шёнберга: «Михаэль Кольхаас» (1933, по Генриху фон Клейсту), «Рембрандт ван Рейн» (о великом художнике, 1937) и «Елизавета Английская» (нем. Elisabeth von England, поставлена в 1941 г. в Копенгагене под названием «Королева», дат. Dronningen). Кроме того, Паулю фон Кленау принадлежит ряд других симфонических и камерных сочинений, несколько вокальных циклов, в том числе «Песнь о любви и смерти корнета Кристофа Рильке» на стихи Р. М. Рильке.

## Сочинения
- Симфония №1 f-Moll (1908)
- Симфония № 2
- Симфония № 3
- Симфония № 4 Dante-Symphonie
- Симфония № 5 Triptikon
- Симфония № 6 Nordische Symphonie
- Симфония № 7 Sturmsymphonie (1941)
- Симфония № 8
- Симфония № 9 für Chor und Orchester
- Симфоническая фантазия Паоло и Франческа
- Gespräche mit dem Tod, цикл песен
- Klein Idas Blumen, балет
- Die Lästerschule, опера
- Michael Kohlhaas, опера
- Rembrandt van Rijn, опера
- Elisabeth von England, опера